# Bělá (Bělá pod Pradědem)
Bělá (do roku 1949 Valdenburk, niem. Waldenburg) – wieś, część gminy Bělá pod Pradědem, położona w kraju ołomunieckim, w powiecie Jesionik, w Czechach.